# Visztula

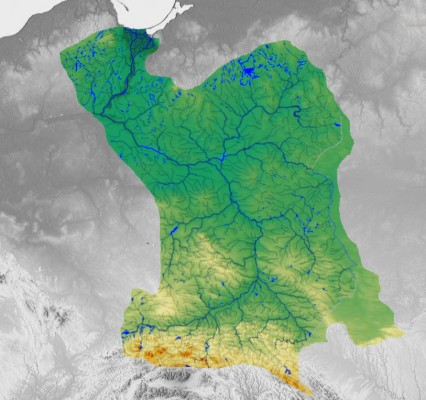
A Visztula vízgyűjtő területe. Délen a Kárpátok, északon a Balti-tenger

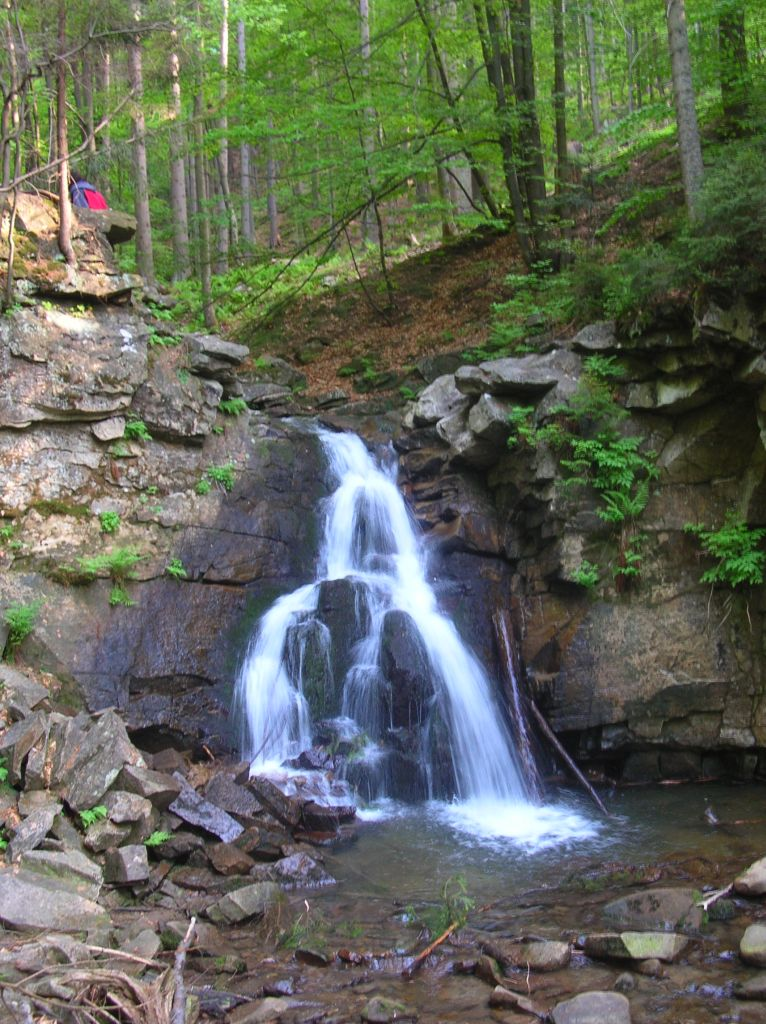
Fehér Wisełka

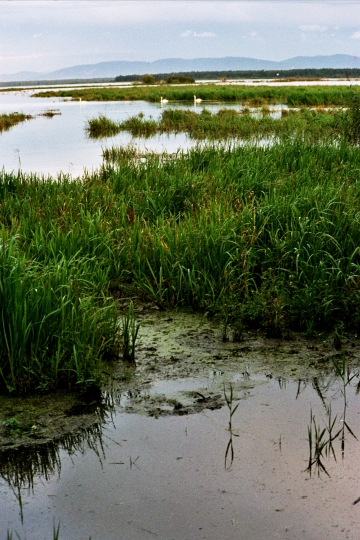
Goczałkowicei tározó

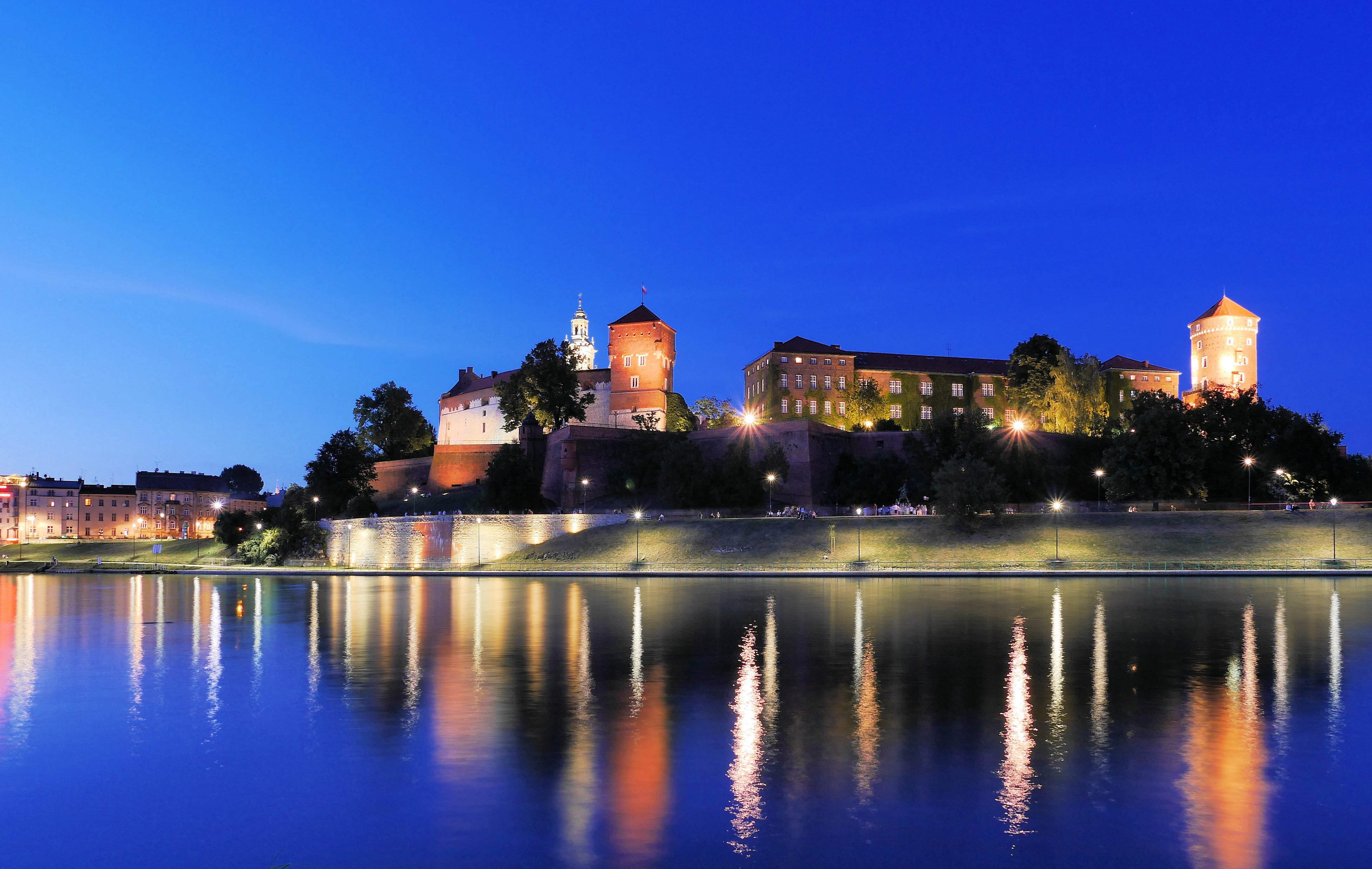
Wawel, Krakkó

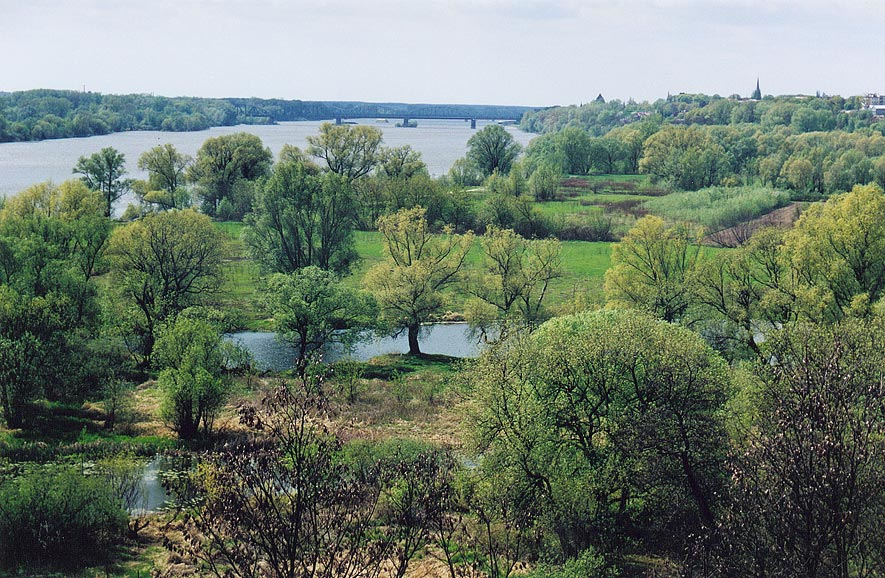
Visztula Toruń közelében

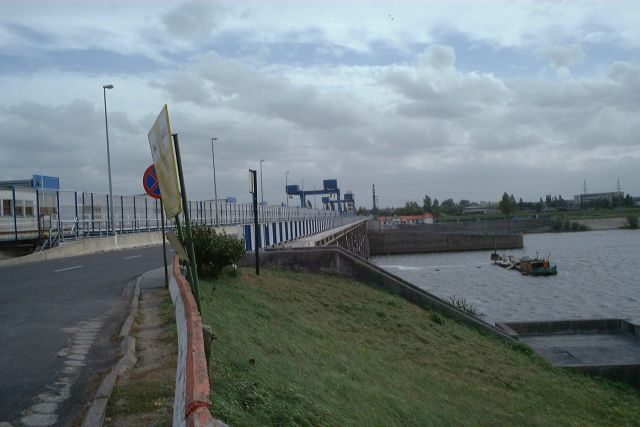
Töltés a Visztula Włocławeki szakaszán

A Visztula (lengyelül Wisła, németül Weichsel) Lengyelország legfontosabb és leghosszabb, a Balti-tenger vízgyűjtőjének legnagyobb folyója. Hossza 1047 km. Forrása 1106 m magasan a Barania Góra hegy nyugati lejtőjén, a Sziléziai-Beszkidekben ered. (Két patakból folyik össze, a Fehér- és Fekete-Visztulából, ez utóbbi a hivatalos forrás.) Folyásiránya alapvetően északi. Közepes vízhozama (torkolatánál) 1054 m³/s, legnagyobb vízszintkülönbsége 10 m.
A 894 km hosszú szabályozott partja 93%-ban túlságosan szennyezett, és 7% (a Radomka és Świder között) III. osztályú víztisztaságú. Évente kb. 2,2 millió köbméter hordalékot szállít a Balti-tengerbe, ebben többek között naponta kb. 5000 tonna konyhasót a szénbányákból, nő a bakteriális szennyezés is.
Az ókorban a Visztulát ismerték és leírták a geográfusok. A folyó neve akkor Vistla és Vistula volt, legrégebbi alakját pedig *Wīstlā-ként lehet rekonstruálni. Korábban a nevét kelta, germán, illetve szláv eredetre próbálták visszavezetni, vagy a *weys „úszik” tőre. Ma a nyelvtörténészek azt tartják, hogy nevét az indoeurópai népek korábbi népektől vették át.

## A Visztula deltája
Biała Góra helységnél, kb. 50 km-re a torkolat felett a Visztula két ágra bomlik: a bal oldali a Leniwka, a jobb oldali a Nogat, ezt a széles deltát Żuławynek hívják. Gdańska Głowánál a Leniwka újból elágazik keletre, az új ág neve Szkarpawa, ez árvízvédelmi okokból zsilippel van ellátva. A következő ág, a Martwa Wisła (Holt Visztula) Przegalinánál ágazik el, és a Gdański-öbölbe ömlik.
A 14. századig a Visztula torkolata két fő ágra bomlott: a keleti ág az Elblągi Visztula, a kisebb ág a Gdański Visztula volt, amely 1371-től a főág lett. Az 1840-es árvíz után új ág, a Wisła Śmiała keletkezett. 1890–1895-ben Świbno mellett ágátvágást létesítettek.

## Fontosabb mellékfolyói

### Jobbparti
A forrástól számítva:
- Soła
- Skawa
- Raba
- Dunajec
- Wisłoka
- San
- Wieprz
- Świder
- Narew – 1962-ig Bug
- Skrwa
- Drwęca
- Osa
- Liwa (Nogatba)

### Balparti
A forrástól számítva:
- Dłubnia
- Szreniawa
- Nida
- Czarna
- Opatówka
- Kamienna
- Iłżanka
- Radomka
- Pilica
- Bzura
- Brda
- Wda
- Wierzyca

## Jelentősebb városok és települések a Visztulán és mellékfolyóin
| Település                  | Mellékág                                                       |
| -------------------------- | -------------------------------------------------------------- |
| Wisła (Sziléziai vajdaság) | forrás                                                         |
|                            |                                                                |
| Skoczów                    | Brennica                                                       |
| Strumień                   | Krajka                                                         |
| Goczałkowice-Zdrój         |                                                                |
| Czechowice-Dziedzice       | Biała                                                          |
| Brzeszcze                  | Vistula, Soła                                                  |
| Oświęcim                   | Soła                                                           |
| Zator                      | Skawa                                                          |
| Skawina                    | Skawinka                                                       |
| Krakkó (Cracow)            | Sanka, Rudawa, Prądnik, Dłubnia, Wilga (többnyire csatornázva) |
| Niepołomice                |                                                                |
| Nowe Brzesko               |                                                                |
| Nowy Korczyn               | Nida                                                           |
| Opatowiec                  | Dunajec                                                        |
| Szczucin                   |                                                                |
| Połaniec                   | Czarna                                                         |
| Baranów Sandomierski       | Babolówka                                                      |
| Tarnobrzeg                 |                                                                |
| Sandomierz                 | Koprzywianka, Trześniówka                                      |
| Zawichost                  |                                                                |
| Annopol                    | Sanna                                                          |
| Józefów nad Wisłą          |                                                                |
| Solec nad Wisłą            |                                                                |
| Kazimierz Dolny            | Bystra                                                         |
| Puławy                     | Kurówka                                                        |
| Dęblin                     | Wieprz                                                         |
| Magnuszew                  |                                                                |
| Wilga                      | Wilga                                                          |
| Góra Kalwaria              | Czarna                                                         |
| Karczew                    |                                                                |
| Otwock, Józefów            | Świder                                                         |
| Konstancin-Jeziorna        | Jeziorka                                                       |
| Varsó                      | Żerań csatorna (beleértve számos kisebb folyamot)              |
| Łomianki                   |                                                                |
| Legionowo                  |                                                                |
| Modlin                     | Narew                                                          |
| Zakroczym                  |                                                                |
| Czerwińsk nad Wisłą        |                                                                |
| Wyszogród                  | Bzura                                                          |
| Płock                      | Słupianka, Rosica, Brzeźnica, Skrwa Lewa, Skrwa Prawa          |
| Dobrzyń nad Wisłą          |                                                                |
| Włocławek                  | Zgłowiączka                                                    |
| Nieszawa                   | Mień                                                           |
| Ciechocinek                |                                                                |
| Toruń                      | Drwęca, Bacha                                                  |
| Solec Kujawski             |                                                                |
| Bydgoszcz                  | Brda (csatornában)                                             |
| Chełmno                    |                                                                |
| Świecie                    | Wda                                                            |
| Grudziądz                  |                                                                |
| Nowe                       |                                                                |
| Gniew                      | Wierzyca                                                       |

## Víztározók
- Wisła Czarne
- Tározó Wisła városnál
- Goczałkowicei-tó
- Włocławeki-tó